# Olexander Torjanyk
Olexander Wolodymyrowytsch Torjanyk (ukrainisch Олександр Володимирович Торяник, russisch Александр Владимирович Торяник/Alexander Wladimirowitsch Torjanik; * 5. Januar 1990 in Charkiw, Ukrainische SSR) ist ein ehemaliger ukrainischer Eishockeyspieler, der seit Dezember 2017 erneut bei Torpedo Ust-Kamenogorsk in der Wysschaja Hockey-Liga spielte.

## Karriere

### Club
Olexander Torjanyk spielte als Kind zunächst in seiner Geburtsstadt bei Druschba-78 Charkiw. Als 15-Jähriger wechselte er zum HK Gubkin in die vierte russische Liga, wo er ein Jahr spielte. Anschließend wechselte er zum HK Belgorod, für den er bis 2010 in der dritten Liga und teilweise auch in der zweiten Liga Russlands auf dem Eis stand. In der folgenden Spielzeit spielte er für Tschaika Nischni Nowgorod, das Nachwuchsteam des KHL-Clubs Torpedo Nischni Nowgorod, der ihn in der 1. Runde des KHL Junior Drafts 2010 als insgesamt neunten Spieler ausgewählt hatte, in der Molodjoschnaja Chokkeinaja Liga. Von dort ging er zum HK Sarow, der ebenfalls mit Torpedo Nischni Nowgorod kooperiert, in die Wysschaja Hockey-Liga, spielte aber auch vereinzelt noch für das Tschaika-Team. 2012 ging Torjanyk in die Ukraine zurück und spielte für den HK Berkut in der Professionellen Hockey-Liga, der höchsten Spielklasse seines Heimatlandes. Zu Saisonbeginn 2013 kehrte zunächst zum HK Sarow zurück und spielte dann in schneller Folge für den HK Donbass Donezk verpflichtet, erneut den HK Sarow, den HK Saryarka Karaganda, Disel Pensa und Torpedo Ust-Kamenogorsk. Im August 2016 wechselte er zu Juschny Ural Orsk, der wie seine vorigen Klubs (außer dem HK Donbass Donezk, der damals in der KHL spielte) der Wysschaja Hockey-Liga angehörte. Dort wurde sein Vertrag aber bereits nach drei Monaten wieder aufgelöst. Anschließend spielte er jeweils kurzfristig für die ebenfalls in der Wysschaja Hockey-Liga antretenden Klubs Ariada Wolschsk, Molot-Prikamje Perm und erneut Torpedo Ust-Kamenogorsk, wo er 2018 seine aktive Laufbahn beendete.

### International
Für die Ukraine nahm Michnow erstmals an der Division I Eishockey-Weltmeisterschaft der Herren 2012 teil, konnte mit seiner Mannschaft den Abstieg aus der A- in die B-Gruppe jedoch nicht vermeiden. Im Folgejahr war er mit drei Toren und vier Vorlagen am sofortigen Wiederaufstieg der Ukrainer in die A-Gruppe der Division I beteiligt, wo er dann 2014 spielte. Zudem stand er im Februar 2013 für die ukrainische Mannschaft bei der Olympiaqualifikation für die Spiele in Sotschi 2014, bei denen die Ukrainer beim Turnier der zweiten Qualifikationsrunde scheiterten, auf dem Eis.

## Erfolge und Auszeichnungen
- 2013 Aufstieg in die Division IA bei der Weltmeisterschaft der Division I, Gruppe B

## Statistik
(Stand: Ende der Saison 2013/14)